# I. Svend dán király
I. Svend Haraldsson vagy Villásszakállú Svend (dánul: Svend Tveskæg óészakiul: Sveinn tjúguskegg norvégul: Svein Tjugeskjegg angolul: Sweyn Forkbeard), (963. április 17. – 1014. február 3.) Dánia, Norvégia és Anglia királya. Uralkodása idején Dánia hatalmát kiterjesztette: az Északi- és a Balti-tenger ura volt.

## Élete
I. Harald fiaként született, és amikor édesapja családjával együtt 963 körül megkeresztelkedett, Svend a keresztény Ottó nevet kapta I. Ottó német-római császár tiszteletére.
Fellázadt édesapja ellen, mert az nem akarta megosztani vele a hatalmat. Harald halálosan megsebesülve elmenekült, és idegenben – Wendlandban (ma Németország) – halt meg, ezt követően került Svend Dánia trónjára 986-ban. Hatalomra kerülve azonban visszatért eredeti hitére – második nevét nem is használta – és Brémai Ádám krónikája szerint üldözte a keresztényeket. Ugyancsak Brémai Ádám szerint amikor Erik Segersäll svéd király lerohanta Dániát, Svend kénytelen volt száműzetésbe vonulni, és csak Erik halála (994) után térhetett vissza királyságába. 994-ben megtámadta Angliát – sikertelenül. Miután Olaf Tryggvasson 995-ben Norvégia trónjára lépett, Svend vele is viszályba került. Összefogott Olaffal, Svédország uralkodójával, és a norvég Erikkel, Lade jarlával. A három szövetséges legyőzte Olaf Tryggvassont a svolderi csatában (1000). Norvégia tényleges uralkodója Svend lett, bár névleg osztozott a hatalmon szövetségeseivel.
Ezután Anglia ellen fordult, és 1003-ban, majd 1004-ben két, valószínűleg büntető célzatú hadjáratot indított az angliai dán telepesek lemészárlásának (1002. november 3.) megtorlására. Elfoglalta Exetert, Salisburyt, 1010-ben Canterburyt, majd Wessexet. 1013-ban II. Ethelred (Æthelred) angol király családjával együtt Normandiába menekült, és Svendet karácsony napján királlyá választották. Nekikezdett a királyság újjászervezésének, de alig öt héttel később leesett a lováról, és meghalt. Halála után Norvégia ugyan Olaf Haraldsson vezetésével visszanyerte önállóságát, Svend angol–dán birodalma azonban egészen 1042-ig, fia (Nagy Knut) és unokája (Hardeknut) idején is fennmaradt.

## Családja
- Az elsődleges források ellentmondóan nevezik meg első feleségét. Merseburgi Thietmar szerint I. Mieszko lengyel fejedelem lányát 998-ban,[7] Gunhildot vette el, Snorre szerint azonban Gunhild Buriszláv vend király lánya volt. Házasságukból két gyermek született:
  - Harald Svendsen,[7] (989 − 1018) apja után uralkodott Dániában II. Harald néven
  - Knut Svendsen[7] (994? − 1035. november 12.), öccse után lépett Dánia trónjára II. (Nagy) Knut néven
- Második felesége, Sigrid (967 − 1013) VI. Erik svéd király özvegye lett. (A másodlagos források gyakran összekeverik a kettőt,[2] így több helyen szerepel az a valószínűleg téves adat, hogy I. Mieszko lánya, a lengyel Gunhild volt VI. Erik özvegye.) Házasságukból egy leány született:
  - Gunhilda
  - Santslava[2]
  - Thyra[7] (993 − 1018) ∞ Godwine, kenti és wessexi earl[7]
  - Estrid (Margarete) Svendsdatter[7] ∞ 1) II. Richárd normandiai herceg[7] 2) Ulf jarl[7] (II. Svend dán király édesapja[7])
  - leány
- Svendnek született egy törvénytelen gyermeke is:
  - Gyda Svendsdatter[2] ∞ Erik Haakonsson jarl

## Lásd még
- Dán királyok családfája
- Dánia uralkodóinak listája

## Külső hivatkozások
- Sweyn (angol nyelven). archontology.org. (Hozzáférés: 2010. szeptember 29.)
- Sweyn I (King of Denmark) (angol nyelven). Encyclopædia Britannica. (Hozzáférés: 2010. szeptember 29.)

## Ajánlott irodalom
- Sz. Jónás Ilona: Anglia a normann, dán hódítások és Wessex hegemóniája idején, in: Klaniczay Gábor (szerk.). Európa ezer éve. A középkor. I. kötet. Budapest: Osiris Kiadó, 168-174. o. (2006). ISBN 963-389-820-X

| Előző uralkodó: I. Harald | Dánia királya 986 – 992 | Következő uralkodó: (Svédországi) Erik |

| Előző uralkodó: (Svédországi) Erik | Dánia királya 993 – 1014 | Következő uralkodó: II. Harald |

| Előző uralkodó: I. Olaf | Norvégia uralkodója 1000 – 1014 | Következő uralkodó: II. Olaf |

| Előző uralkodó: II. Ethelred | Anglia királya 1013 – 1014 | Következő uralkodó: II. Ethelred |